# Referendum konstytucyjne w Egipcie w 2014 roku
Referendum konstytucyjne w Egipcie zostało wyznaczone na dni 14-15 stycznia 2014. Celem referendum było zatwierdzenie przez naród nowego projektu ustawy zasadniczej, uchwalonego przez konstytuantę za kadencji tymczasowego prezydenta Adliego Mansura.

## Prace nad konstytucją
W wyniku kryzysu politycznego i zamachu stanu z 3 lipca 2013, junta wojskowa zawiesiła konstytucję uchwaloną 25 grudnia 2012 za prezydentury Muhammada Mursiego. W związku z odsunięciem od władzy Bractwa Muzułmańskiego, nowe władze z tymczasowym prezydentem Adli Mansurem ogłosiły plan zmiany konstytucji przez dwie komisje prawne. Pierwsza złożona z 10 konstytucjonalistów usuwała polityczne artykuły z konstytucji, przeforsowane przez islamistów. Grupa swoją pracę zakończyła 20 sierpnia 2013.
Następnie projekt konstytucji przekazano konstytuancie złożonej z 50 ekspertów, którzy w czasie drugiej fazy procesu nowelizacji konstytucji, usunęli m.in. zapisy oparte na religii i zasadach prawa koranicznego. Przewodniczący komisji Amr Musa przekazał projekt ustawy zasadniczej tymczasowemu prezydentowi 3 grudnia 2013. Ten ogłosił w połowie grudnia 2013 przeprowadzenie w dniach 14-15 stycznia 2014 ogólnonarodowego referendum, w którym obywatele wypowiedzą się w wobec projektowi nowej konstytucji.

## Przebieg referendum
Głosowanie w Egipcie odbyło się w dniach 14-15 stycznia 2014, a obywatele Egiptu za granicą głosowali w dniach 8-12 stycznia 2014. Nad przebiegiem głosowania czuwa ruch Tamarrud oraz Unia Europejska. W pierwszym dniu referendum w starciach między siłami porządkowymi a protestującymi zginęło przynajmniej 11 osób, a 28 zostało rannych, z kolei drugiego dnia głosowania w zamieszkach życie straciły dwie osoby, a osiem odniosło obrażenia.

## Wyniki głosowania
| Głosy          | Liczba głosów | %      |
| -------------- | ------------- | ------ |
| Tak            | 19 985 389    | 98,13% |
| Nie            | 381 841       | 1,87%  |
| Głosy nieważne | 246 947       | 1,2%   |
| Razem          | 20 613 677    | 100%   |
| Frekwencja     | 38,6%         | 38,6%  |

Frekwencja w poszczególnych muhafazach

Obywatele za pośrednictwem referendum zdecydowali o wprowadzenie nowego projektu konstytucji. Wyniki głosowania zostały ogłoszone 18 stycznia 2014 i wówczas ustawa zasadnicza weszła w życie. Kolejnym krokiem w stabilizacji sytuacji politycznej w Egipcie było wyborów parlamentarnych oraz wyborów prezydenckich.